# Sega Ages
Sega Ages est une gamme de jeux vidéo compilant d'anciens titres développés et édités par Sega.

## Sur Saturn
Treize volumes de Sega Ages sont sortis au Japon sur Saturn, entre 1996 et 1998. En Amérique du Nord et au Brésil, un seul numéro est sorti en 1997 sous le nom Sega Ages, et comprenait les trois jeux After Burner II, Out Run et Space Harrier. En Europe et en Australie, cette édition est sortie sous le nom Sega Ages Vol. 1. Elle a été développée par Sega-AM2
et éditée en 1997 par SPAZ.
Voici la liste des épisodes japonais de la gamme Sega Ages sur Saturn :
- Vol. 1 : Syukudai ga Tant-R
- Vol. 2 : Space Harrier
- Vol. 3 : Out Run
- Vol. 4 : After Burner II
- Vol. 5 : Rouka ni Ichidant-R
- Vol. 6 : Fantasy Zone
- Vol. 7 : Sega Ages - Memorial Selection Vol.1 (contient Head-On, Pengo, Flicky et Up'n Down)
- Vol. 8 : Columns Arcade Collection (contient Columns, Columns II: The Voyage Through Time, Stack Columns et Columns '97)
- Vol. 9 : Sega Ages - Memorial Selection Vol.2 (contient Samurai, Monaco GP, Star Jacker, Sindbad Mystery et Ninja Princess)
- Vol. 10 : Power Drift
- Vol. 11 : Phantasy Star Collection (contient Phantasy Star, Phantasy Star II, Phantasy Star III et Phantasy Star IV)
- Vol. 12 : Galaxy Force II
- Vol. 13 : I Love Mickey Mouse: Fushigi no Oshiro Daibouken/I Love Donald Duck: Guruzia Ou no Hihou (contient Castle of Illusion et Quackshot)

## Sur PlayStation 2
Sega Ages 2500 est une série de jeux créée par Sega, en collaboration avec des développeurs de 3D Ages, un studio de développement financé par Sega, sortie sur PlayStation 2 au Japon. Le but de cette compilation est de permettre au joueur de découvrir d'anciens titres Sega, devenus des classiques dans le monde des jeux vidéo. Certains jeux ont bénéficié d'une mise à jour au niveau des graphismes : passage de la 2D à la 3D, amélioration de la musique ou des illustrations. Le nombre « 2500 » fait référence au prix en yen au Japon. Après la sortie du volume 15, 3D Ages a cessé de travailler sur la série, le développement des titres a été ensuite réalisé par Sega. Le terme Sega Ages est un palindrome.
Voici la liste des épisodes de la gamme Sega Ages :
- Vol. 01 Phantasy Star Generation: 1 (28 août 2003)
- Vol. 02 Monaco GP (28 août 2003)
- Vol. 03 Fantasy Zone (28 août 2003)
- Vol. 04 Space Harrier (25 septembre 2003)
- Vol. 05 Golden Axe (28 août 2003)
- Vol. 06 Bonanza Bros. (15 janvier 2004)
- Vol. 07 Columns (18 décembre 2003)
- Vol. 08 Virtua Racing (26 février 2004)
- Vol. 09 Gain Ground (26 février 2004)
- Vol. 10 After Burner II (18 mars 2004)
- Vol. 11 Hokuto no Ken (25 mars 2004)
- Vol. 12 Puyo Puyo Tsuu Perfect Set (24 mai 2004)
- Vol. 13 Out Run (27 mai 2004)
- Vol. 14 Alien Syndrome (29 juillet 2004)
- Vol. 15 DecAthlete Collection (29 juillet 2004) - contient DecAthlete, Winter Heat et Virtua Athlete 2K
- Vol. 16 Virtua Fighter 2 (14 octobre 2004)
- Vol. 17 Phantasy Star Generation: 2 (24 mars 2005)
- Vol. 18 Dragon Force (18 août 2005)
- Vol. 19 Fighting Vipers (28 avril 2005)
- Vol. 20 Space Harrier Complete Collection (27 octobre 2005) - contient Space Harrier II et Space Harrier 3-D
- Vol. 21 SEGA System 16 Collection: SDI & Quartet (27 octobre 2005) - contient SDI et Quartet
- Vol. 22 Advanced Daisenryaku: Doitsu Dengeki Sakusen (23 février 2006)
- Vol. 23 Sega Memorial Selection (22 décembre 2005) - contient Congo Bongo, Doki Doki Penguin Land, Borderline, Tranquilizer Gun et Head On
- Vol. 24 Last Bronx (29 juin 2006)
- Vol. 25 Gunstar Heroes, Treasure Box (23 février 2006) - contient Gunstar Heroes, Dynamite Headdy et Alien Soldier
- Vol. 26 Dynamite Deka (27 avril 2006)
- Vol. 27 Panzer Dragoon (27 avril 2006)
- Vol. 28 Tetris Collection (28 septembre 2006) - contient Tetris, Bloxeed, Flash Point et Tetris New Century
- Vol. 29 Monster World Complete Collection (8 mars 2007) - contient Wonder Boy, Wonder Boy in Monster Land, Wonder Boy III: The Dragon's Trap, Wonder Boy III: Monster Lair, Wonder Boy in Monster World et Monster World IV.
- Vol. 30 Galaxy Force II Special Extended Edition (26 juillet 2007)
- Vol. 31 Cyber Troopers Virtual-On (25 octobre 2007)
- Vol. 32 Phantasy Star Complete Collection (27 mars 2008)
- Vol. 33 Fantasy Zone Complete Collection (11 septembre 2008) - contient Fantasy Zone, Fantasy Zone II, Fantasy Zone Gear, Super Fantasy Zone, Galactic Protector, Fantasy Zone: The Maze et un remake alternatif de Fantasy Zone II (System 16 Version)

### Sega Ages Online

#### Playstation 3
- Alex Kidd in Miracle World (23 mai 2012)
- The Revenge of Shinobi (23 mai 2012)
- Super Hang-On (23 mai 2012)
- Wonder Boy in Monster Land (23 mai 2012)
- Monster World IV (23 mai 2012)

#### Xbox 360
- Sega Classics Collection (23 mai 2012) contient Alex Kidd in Miracle World, The Revenge of Shinobi et Super Hang-On
- Monster World Collection (23 mai 2012) contient Wonder Boy in Monster Land, Wonder Boy in Monster World et Monster World IV
- Golden Axe Collection (30 mai 2012) contient Golden Axe, Golden Axe II et Golden Axe III
- Streets of Rage Collection (30 mai 2012) contient Streets of Rage, Streets of Rage 2 et Streets of Rage 3

### Sega Classics Collection
À cause de problèmes juridiques entre Sony Computer Entertainment et SEGA[réf. nécessaire], certains jeux de cette collection sont sortis sous forme de compilation en Europe et en Amérique du Nord sur PlayStation 2 sous le nom de Sega Classics Collection. Il y a Monaco GP (Vol. 2), Fantasy Zone (Vol. 3), Space Harrier (Vol. 4), Golden Axe (Vol. 5), Bonanza Bros, Columns (Vol. 7), Virtua Racing (Vol. 8), et Out Run (Vol. 13). Alien Syndrome est sorti uniquement en Amérique du Nord dans la gamme Sega Classics Collection.